# KU Studenteridræt
KU Studenteridræt (danska: Københavns Universitets Studenteridræt) är en idrottsförening knuten till Københavns Universitet. Till 2017 kallades föreningen USG København Föreningen har aktivitetet inom ett stort antal sporter.
Volleybollsektionen var framgångsrikt i de första danska mästerskapen. Herrlaget blev danska mästare 1964/1965 och damlaget blev danska mästare 1967/1968.